# Bernadette Mayer
Pour les articles homonymes, voir Mayer.
Bernadette Mayer, née le 12 mai 1945 à New York (État de New York) et morte le 22 novembre 2022 dans la même ville, est une poète, écrivaine, éditrice et artiste plasticienne américaine associée au groupe de poètes Language poets (en) et au groupe dit de l'École de New York. 

## Biographie

### Jeunesse et formation
Bernadette Mayer est la fille de Theodore A.Mayer, un électricien, et de Marie Stumpf Mayer. Elle suit ses études secondaires dans des écoles catholiques, où elle étudie les langues et les lettres classiques. après cela, elle est acceptée à la New School for Social Research de New York où elle obtient son baccalauréat universitaire (licence) en 1967,,,.

### Carrière

#### The Memory Project
Le travail de Bernadette Mayer attire d’abord l’attention du public en 1971 avec son exposition Memory, une œuvre multimédia qui bouscule les idées de récit et d’autobiographie dans l’art conceptuel et crée un environnement poétique immersif.
En juillet 1971, Bernadette Mayer photographie un rouleau de film chaque jour, pour un total de 1200 photographies. Elle enregistre ensuite une narration en 31 parties en se souvenant du contexte de chaque image, en les utilisant comme « points de départ pour la digression » et pour « [remplir] les espaces entre les deux. ». Lors de la première projection complète de l'exposition dans un loft situé au 98, Greene Street Loft de New York, les photographies sont installées sur des planches en rangées séquentielles pendant que la piste audio de sept heures de Bernadette Mayer est diffusée entre l'ouverture et la fermeture de la galerie. L'exposition Memory demande à son observateur de porter un regard critique, comme on le ferait avec n'importe quel texte poétique, tout en se mettant à la place de l'artiste,. 
Memory est ensuite exposé à la Holly Solomon Gallery (en) de New York,..
Une autre version de Memory, remembering, est exposée en sept endroits différents aux États-Unis et en Europe de 1973 à 1974 dans le cadre d'une l'exposition itinérante d'art conceptuel C.7,500 de Lucy R. Lippard centrée sur les femmes,,. 
La narration audio de Memory est ensuite modifiée et transformée en un livre publié par North Atlantic Books en 1976. Memory sert de tremplin au livre suivant de Bernadette Mayer, une expérience de trois ans dans le journal Studying Hunger (Adventures in Poetry, 1976), et ses pulsions diaristiques d'investigation d'elle-même continuent de faire partie intégrante de la pratique de l'écriture de Mayer au cours des prochaines décennies.

#### The Poetry Project
À l'instar de nombreux autres jeunes poètes, Bernadette Mayer s'est établie dans la communauté de la poésie entourant le Poetry Project (en) à la Saint Mark's Church dans l'East Village à New York. Bernadette Mayer était bien connue pour les ateliers qu’elle y enseignait, « qui sont devenus réputés pour la diversité des approches textuelles déployées et pour l’accent mis sur les textes non littéraires (ou pas principalement littéraires) ».
Elle a enseigné régulièrement de 1971 à 1974 et de façon sporadique dans le reste des années 1970.De 1972 à 1973, Bernadette Mayer a co-édité la publication Unnatural Acts, « une expérience d'écriture collaborative » issue d'un de ses ateliers.Le magazine n’a publié que deux numéros, mais un troisième - un numéro consacré aux cartes postales comportant des œuvres d’artistes visuels - était prévu.
Bernadette Mayer a été élue directrice du Poetry Project en 1980 et a exercé ses fonctions jusqu'en 1984, où Eileen Myles lui succède,. En tant que directrice, Mayer a réorganisé le marathon de lecture et a travaillé pour obtenir plus de financement pour la programmation du projet, y compris un don de 10 000 $ provenant de The Grateful Dead[réf. nécessaire].
Entre autres choses, Mayer était en partie responsable de la mise en œuvre d'une série de conférences et des cycles de lectures du lundi soir, qui font toutes deux partie du calendrier de programmation du Poetry Project aujourd'hui.

#### Éditrice
Bernadette Mayer a dirigé le « magazine » littéraire avant-gardiste 0 to 9 avec Vito Acconci de 1967 à 1969 et a publié 6 numéros comprenant des artistes tels que Robert Barry, Ted Berrigan, Clark Coolidge (en), John Giorno, Dan Graham, Michael Heizer, Kenneth Koch, Sol LeWitt, Jackson Mac Low Harry Mathews, Adrian Piper, Bern Porter, Yvonne Rainer, Jerome Rothenberg, Aram Saroyan (en), Robert Smithson, Alan Sondheim (en), Hannah Weiner (en)et Emmett Williams. Il était également prévu que  0 to 9 publie un livre de Adrian Piper mais cela ne s'est pas réalisé.
De 1978 à 1984, Bernadette Mayer a co-édité les livres et magazines de la maison d'édition United Artist Books avec son partenaire d'alors Lewis Warsh,. 
United Artists Books a publié certains des livres importants des pairs de Bernadette Mayer, comme Barbara Henning (en), Thomas Savage, Gloria Frym (en), Bobbie Louise Hawkins (en), Hannah Weiner (en), Elio Schneeman (en), etc., en plus de plusieurs de ses propres œuvres et de Lewis Warsh (en). 

Dans une interview de Susan Howe à la fin des années 1970, Mayer a évoqué le sujet de l'auto-édition :
«Je pense que c'est bien de publier son propre travail.Je ne me suis jamais sentie hésiter à ce sujet...Cela semble être un moyen de diffuser l’écriture de manière très efficace.Vous pouvez le faire savoir à toutes les personnes qui vont le lire.Il n'y a pas de bêtises.Vous pouvez le faire comme vous le souhaitez.» . 
United Artists Books est resté une maison d'édition active après la séparation de Mayer et Warsh au milieu des années 1980.

#### Correspondance
Bernadette Mayer a échangé des correspondances avec de nombreux écrivains, notamment le poète Clark Coolidge (en) avec lequel elle a collaboré sur The Cave, un projet axé sur un voyage qui les a tous deux amenés jusqu'à Eldon's Cave, dans l’ouest du Massachusetts. Bernadette Mayer a également collaboré avec les poètes Anne Waldman, Alice Notley, Lee Ann Brown (en), et Jen Karmin.

### Vie personnelle
Plus tôt dans sa vie, Bernadette Mayer a vécu à Lenox dans le Massachusetts.
Bernadette Mayer était en couple avec le poète Lewis Warsh (en) avec qui elle eut trois enfants. Au sujet de sa vie romantique, Bernadette Mayer a écrit : «  J'ai quitté un bel amoureux anarchiste avec qui j'étais depuis 10 ans parce qu'il ne voulait aucune responsabilité concernant les enfants, j'ai choisi d'en avoir trois avec un autre, et je vis maintenant "seule" avec eux. »
Bernadette Mayer vit avec son partenaire le poète Philip Good à Albany dans le nord-ouest de l'État de New York. 
En 1994, Mayer a subi un accident vasculaire cérébral invalidant. Bien qu'elle se soit rétablie, cela a altéré ses capacités motrices et continue d'affecter son processus d'écriture.

### Archives
Les archives de Bernadette Mayer sont déposées et consultables à la bibliothèque de l'université de Californie à San Diego,.

## Regards sur son œuvre
La gestion vigilante de sa mémoire et son utilisation d'un récit de flux de conscience sont deux marques de fabrique de son écriture, bien qu'elle soit également connue pour son travail sur la forme et la mythologie. Outre l'influence de son art visuel et textuel et de son journal, la poésie de Mayer est largement reconnue comme l'une des premières à parler avec exactitude de l'expérience de la maternité.

## Prix et distinctions
- 1995 : lauréate de la Foundation for Contemporary Arts (en), catégorie poésie[28].
- 2006 : boursière du National Endowment for the Arts[29],
- 2015 : boursière de la fondation John-Simon-Guggenheim[30],
- 2009 : lauréate du Creative Capital (en) Award[31] pour son projet de recueil de poésies et de photographies The Helens of Troy, New York qui sera publié en 2013[32],
- 2014 : lauréate du Shelley Memorial Award décerné par la Poetry Society of America[33],[34]
- 2017 : finaliste du  National Books Critics Circle Award pour son recueil de poésie Works and Days[35],[36],[37].

## Œuvres
- Ceremony Latin, Angel Hair, 1964, 18 p. (OCLC 84607835),
- Story, 0 to 9 Books, 1968, 38 p. (OCLC 1999008),
- Moving, Angel Hair, 1971, 40 p. (OCLC 732186615),
- Studying Hunger, Big Sky, 28 juin 1975, 71 p. (ISBN 9780929844022),
- Memory (réimpr. 2020, éd. Siglio Press) (1re éd. 1975, éd.  North Atlantic Books), 150 p. (ISBN 9781938221255),
- Poetry, Kulchur Foundation, 1976, 128 p. (OCLC 2428639),
- Eruditio Ex Memoria, Angel Hair, 1977, 100 p. (OCLC 941033956),
- The Golden Book of Words, Angel Hair, 1978, 84 p. (OCLC 1127712748),
- Midwinter Day, New Directions, 1982, rééd. 1 mai 1999, 120 p. (ISBN 9780811214063),
- Utopia, United Artists Books, 1984, 131 p. (ISBN 9789994337293),
- Mutual aid, Mademoiselle de la Mole Press, 1985, 27 p. (OCLC 40387950),
- Sonnets, Tender Buttons Books, 28 mai 1989, 88 p. (ISBN 9780927920001),
- The Formal Field of Kissing, Catchword Papers, 1990, 32 p. (OCLC 335013479),
- A Bernadette Mayer Reader, New Directions, 17 mai 1992, 148 p. (ISBN 9780811212038),
- The Desires of Mothers to Please Others in Letters, Hard Press, 1994, rééd. 25 mars 2001, 72 p. (ISBN 9780963843319),
- Proper Name Other Stories, New Directions, 17 juin 1996, 152 p. (ISBN 9780811213257),
- Another Smashed Pinecone, United Artists Books, 1er juin 1998, 83 p. (ISBN 9780935992205),
- Two Haloed Mourners, Granary Books, 15 juillet 1998, rééd. 2 juillet 2000, 42 p. (ISBN 9781887123402),
- The 3:15 Experiment, Owl Press, 1er janvier 2001, 113 p. (ISBN 9780966943030),
- Red Book in Three Parts, United Artists, 2002, 18 p. (OCLC 50792651),
- Indigo Bunting, Zasterle Press, 1er janvier 2004, 45 p. (ISBN 9788487467400),
- Scarlett Tanager, New Directions, 17 juin 2005, 117 p. (ISBN 9780811215824),
- 0 To 9  (ill. Vito Acconci), Ugly Duckling Press, 2006, 732 p. (ISBN 9781933254203),
- Poetry State Forest, New Directions, 17 novembre 2008, 196 p. (ISBN 9780811217231),
- Ethics of Sleep, Trembling Pillow Press, 31 mars 2011, 95 p. (ISBN 9780979070235),
- Studying Hunger Journals, Station Hill Press, avril 2011, 459 p. (ISBN 9781581771206),
- At Maureen's, Crony Books, 2013, 75 p. (ISBN 9780985926717),
- The Helens of Troy, New York, New Directions, 17 janvier 2013, 48 p. (ISBN 9780811220422),
- Eating the Colors of a Lineup of Words, Barrytown/Station Hill Press, 15 juillet 2015, 450 p. (ISBN 9781581771350),
- Works & Days, New Directions, 3 mai 2016, 112 p. (ISBN 9780811225175),